# 大河南镇 (涿鹿县)
大河南镇，是中华人民共和国河北省张家口涿鹿县南山区下辖的一个乡镇级行政单位。

## 行政区划
大河南镇下辖以下地区：
上辛庄村、大河南村、独石村、道水泉村、刘家蓬村、邓家峪村、辛安庄村、台峪村、城子岭村、泥海子村、上明峪村、陈家台村、岔道河村、瓦子蓬村、卧羊台村、三里棚村、金石片村、木府村和天津沟村。